# Antichan-de-Frontignes
Antichan-de-Frontignes är en kommun i departementet Haute-Garonne i regionen Occitanien i södra Frankrike. Kommunen ligger i kantonen Barbazan som tillhör arrondissementet Saint-Gaudens. År 2022 hade Antichan-de-Frontignes 171 invånare.

## Befolkningsutveckling
Antalet invånare i kommunen Antichan-de-Frontignes
Referens:INSEE